# الركوب (قفل شمر)

تعديل مصدري - تعديل

الركوب هي إحدى قرى عزلة الدانعي بمديرية قفل شمر التابعة لمحافظة حجة، بلغ تعداد سكانها 159 نسمة حسب تعداد اليمن لعام 2004.